# Gnoma nicobarica
Gnoma nicobarica är en skalbaggsart som beskrevs av Stefan von Breuning 1936. Gnoma nicobarica ingår i släktet Gnoma och familjen långhorningar. Inga underarter finns listade i Catalogue of Life.